# Philatis producta
Philatis producta är en insektsart som först beskrevs av Stsl 1859.  Philatis producta ingår i släktet Philatis och familjen Acanaloniidae. Inga underarter finns listade i Catalogue of Life.